# العلاقات الصربية الكيريباتية
العلاقات الصربية الكيريباتية هي العلاقات الثنائية التي تجمع بين صربيا وكيريباتي.

## مقارنة بين البلدين
هذه مقارنة عامة ومرجعية للدولتين:
| وجه المقارنة                                              | صربيا                                                      | كيريباتي                        |
| --------------------------------------------------------- | ---------------------------------------------------------- | ------------------------------- |
| المساحة (كم2)                                             | 88.36 ألف                                                  | 811                             |
| عدد السكان (نسمة)                                         | 7.02 مليون                                                 | 116.40 ألف                      |
| الكثافة السكانية (ن./كم²)                                 | 79.45                                                      | 14.35 ألف                       |
| العاصمة                                                   | بلغراد                                                     | جنوب تاراوا                     |
| اللغة الرسمية                                             | اللغة الصربية                                              | لغة إنجليزية، اللغة الكيريباتية |
| العملة                                                    | دينار صربي                                                 | دولار كريباتي، دولار أسترالي    |
| الناتج المحلي الإجمالي (بليون دولار)                      | 41.43 مليار                                                | 196.15 مليون                    |
| الناتج المحلي الإجمالي (تعادل القوة الشرائية) بليون دولار | 100.13 مليار                                               | 224.26 مليون                    |
| الناتج المحلي الإجمالي الاسمي للفرد دولار أمريكي          | 5.24 ألف                                                   | 1.42 ألف                        |
| الناتج المحلي الإجمالي للفرد دولار أمريكي                 | 13.59 ألف                                                  | 1.81 ألف                        |
| مؤشر التنمية البشرية                                      | 0.771                                                      | 0.590                           |
| رمز المكالمات الدولي                                      | +381                                                       | +686                            |
| رمز الإنترنت                                              | .rs، .срб ‏                                                 | .ki                             |
| المنطقة الزمنية                                           | توقيت وسط أوروبا، ت ع م+01:00، ت ع م+02:00، أوروبا/بلغراد ‏ |                                 |

## منظمات دولية مشتركة
يشترك البلدان في عضوية مجموعة من المنظمات الدولية، منها:
| علم المنظمة | اسم المنظمة                   | تاريخ انضمام صربيا | تاريخ انضمام كيريباتي |
| ----------- | ----------------------------- | ------------------ | --------------------- |
|             | مؤسسة التنمية الدولية         | 25 فبراير 1993     | 2 أكتوبر 1986         |
|             | يونسكو                        | 20 ديسمبر 2000     | 24 أكتوبر 1989        |
|             | الأمم المتحدة                 | 1 نوفمبر 2000      | 14 سبتمبر 1999        |
|             | الاتحاد البريدي العالمي       | ?                  | ?                     |
|             | البنك الدولي للإنشاء والتعمير | 25 فبراير 1993     | 29 سبتمبر 1986        |
|             | الاتحاد الدولي للاتصالات      | 1 يونيو 2001       | 3 نوفمبر 1986         |
|             | منظمة حظر الأسلحة الكيميائية  | ?                  | ?                     |
|             | مؤسسة التمويل الدولية         | 25 فبراير 1993     | 2 أكتوبر 1986         |

## وصلات خارجية
- موقع وزارة الخارجية الصربية